# Хоу Вайлу
Хо́у Вайлу́ (кит. 侯外庐; 6 февраля 1903, Пинъяо провинции Шаньси — 1987) — китайский философ, историк китайской философии и общественной мысли. Особое внимание в своих работах уделял философской и социально-политической мысли Китая XVII века. Считается, что именно благодаря исследованиям Хоу Вайлу были введены в научный оборот произведения таких стоящих на рубеже средневековья и нового времени философов как Ван Чуаньшань, Хуан Цзунси, Гу Яньу, Чжан Сюэчэн, Дай Чжэнь.

## Биография
В 1923—1929 годах Хоу Вайлу учился на юридическом факультете Пекинского политико-правового университета и на историческом факультете Пекинского педагогического университета. С середины 1920-х годов активно участвовал в студенческом патриотическом движении, познакомился с Ли Дачжао. В 1927—1930 годах учился на литературном факультете Парижского университета. Во Франции вступил в КПК, начал переводить «Капитал» Карла Маркса. После возвращения в Китай преподавал в Харбинском политико-правовом университете, Пекинском университете. В 1932 году был арестован гоминьдановскими властями в Пекине за пропаганду сопротивления Японии, освобождён в 1933 году. Вернувлись в Тайюань, Хоу Вайлу продолжил работу по переводу «Капитала». В 1938—1943 годах учёный редактировал журнал «Культуры Китая и СССР», выходивший в Чунцине. На его страницах, Хоу Вайлу пропагандировал достижения Советской России в годы Великой Отечественной войны. После образования КНР был ректором Северо-Западного университета. Член отделения философии и общественных наук Академии наук Китая. Был директором Института истории Академии общественных наук Китая. В 1949 году участвовал в работе НПКСК 1-го созыва, был депутатом ВСНП 1, 2, 3 и 5-го созывов. Несколько раз Хоу Вайлу посещал Советский Союз. Находясь в Москве в ноябре-декабре 1958 года, прочел десять лекции, в том числе и по истории китайской философии. Другом и единомышленником Хоу Вайлу был философ и историк Ду Госян (1889—1961).

## Сочинения
- Хоу Вай-лу. Культурная революция и идеологическая борьба в Китае. // Вопросы культурной революции в КНР. М., 1960.
- Хоу Вай-лу. Социальные утопии древнего и средневекового Китая. // Вопросы философии.1959. № 9.